# Diocese de Coimbra
A Diocese de Coimbra (Dioecesis Conimbricensis) é uma diocese portuguesa, que corresponde grosso modo ao território do distrito de Coimbra. Está integrada na Província Eclesiástica de Braga.

## História
Coimbra chamava-se outrora Emínio e, em 569, era uma florescente paróquia da Diocese de Conímbriga. No último quartel do século VI, o bispo de Conímbriga (hoje Condeixa-a-Velha) veio fixar-se em Emínio e com ele vieram a população e a Cúria Episcopal e o nome de Coimbra substituiu para sempre o nome de Emínio.
Os Árabes tomaram Coimbra em 712 e assenhorearam-se dela, com uma pequena interrupção, até 1064. Em Julho deste ano foi conquistada aos mouros por Fernando Magno de Leão. Foi seu primeiro bispo, depois desta reconquista, D. Paterno que, em Abril de 1086, criou a primeira escola catedralícia. Por esta altura, D. Sesnando, alvasil de Coimbra, dava aos Bispos para a habitação o Fórum Romano que, ampliado e embelezado pelos Prelados subsequentes, foi Paço Episcopal até 1911.
Pela acção de D. Miguel Salomão e com dinheiro régio foi construída, entre os anos de 1140-1180, a Catedral (Sé Velha), que se tornou centro da vida citadina. Situada no centro do País, a jurisdição do seu Bispo estendeu-se, depois da reconquista cristã, até Viseu e Lamego, no século XII.
Leiria e Aveiro pertenceram à diocese de Coimbra até 1545 e 1774, respectivamente. Criadas dioceses naquelas datas, foram extintas e incorporadas em Coimbra em 1882. Leiria foi, porém, restaurada como Leiria-Fátima em 1918 e Aveiro em 1938.
Durante o tempo do rei D. José e do governo do Marquês de Pombal o bispo desta diocese, D. Miguel da Anunciação, da famigerada família Távora, foi encerrado na prisão sem acusação nem julgamento durante nove anos e a Catedral de Coimbra foi reduzida a capela e dada à Santa Casa da Misericórdia, depois de ter sido esvaziada do seu rico património e deitado por terra o claustro e dependências anexas. Assim como, na sequência da expulsão dos jesuítas o Cabido mudou da sua Sé Velha para a Sé Nova, igreja do colégio da Companhia de Jesus. A perseguição só acabou com a morte do monarca e a demissão do segundo.
Actualmente, a Diocese de Coimbra estende-se por uma superfície de 5300 km² compreendendo todo o distrito de Coimbra, à excepção da freguesia de São Gião, de Oliveira do Hospital; o concelho da Mealhada, do distrito de Aveiro; Mortágua, do distrito de Viseu; Alvaiázere, Ansião, Castanheira de Pêra, Figueiró dos Vinhos, Pedrógão Grande e parte de Pombal, do distrito de Leiria, e Ferreira do Zêzere, do distrito de Santarém.
A sua população é de 545.000 habitantes, distribuídos por 268 freguesias e reitorias, 24 Arciprestados e 4 Regiões Pastorais.

## Bispos de Coimbra

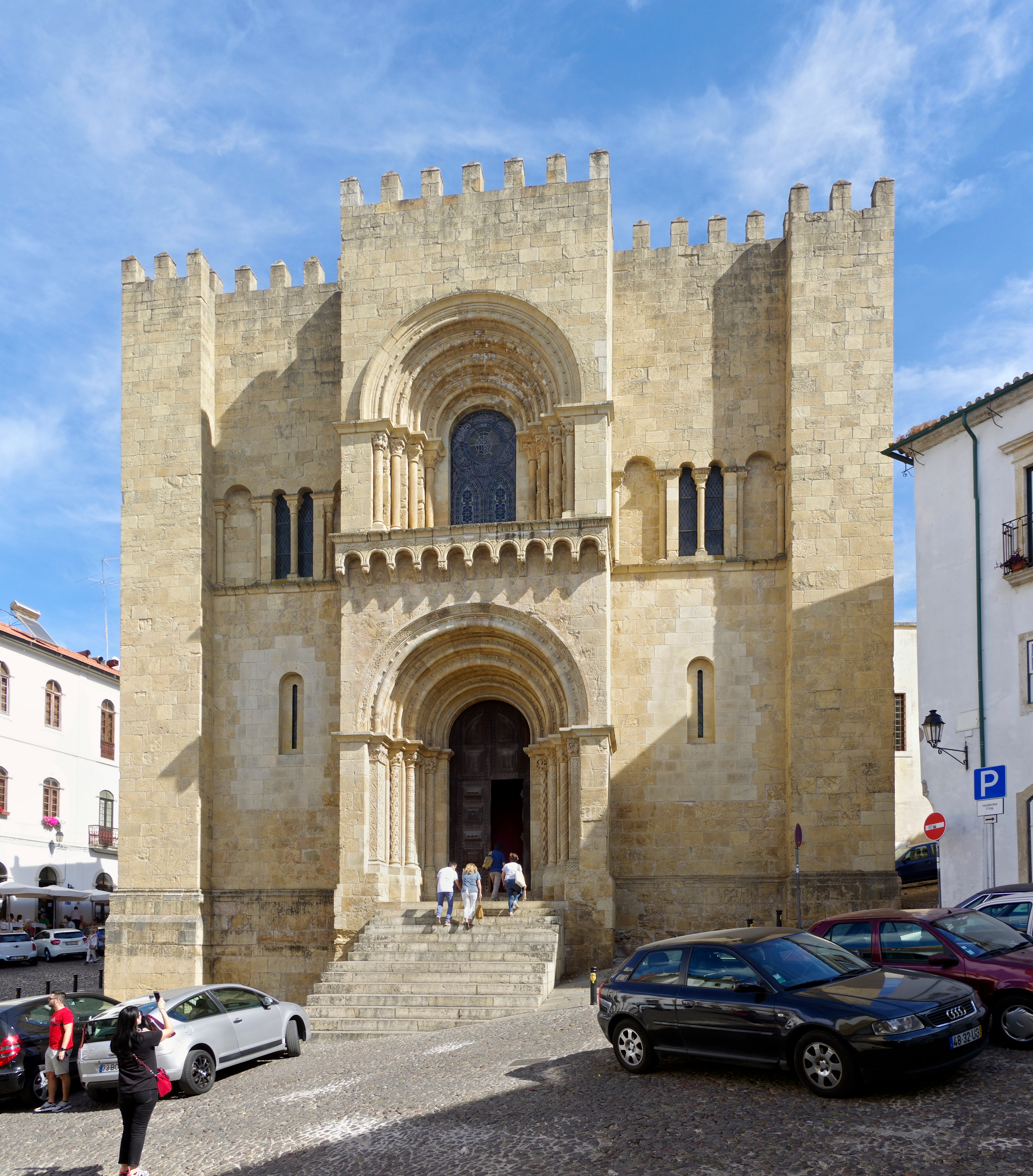
Sé Velha de Coimbra, Século XII.

Segue-se uma lista dos bispos de Coimbra (Conímbriga/Emínio/Colímbria):
A partir de D. João Galvão (1460-1481), por Decreto de 25 de Setembro de 1472 de D. Afonso V de Portugal, passaram os Bispos de Coimbra a ostentar o título de Condes de Arganil de juro e herdade (donde resulta serem chamados bispos-condes).

### Bispos de Conímbriga
1. Lucêncio (c. 540-c. 580)

### Bispos de Emínio (Aeminium)
1. Possidónio (589)
2. Hermulfo ou Ermulfo (633)
3. Renovato ou Renato (638)
4. Sisiberto (653)
5. Cantaber ou Cantâbro (666)
6. Gomiro ou Miro (683, 688)
7. Emila ou Esnila (693)
8. Nausto (867-†912)
9. Froarengo (905-†915)
10. Diogo (912-922/24)
11. Pelágio (928-931)
12. Gondesindo (937-950/55)
13. Guilherme (961?)
14. Viliulfo (974-982)
15. Pelágio (986)

### Bispos de Coimbra
1. D. Paterno (1080-†1087)
2. D. Crescónio (1092-†1098)

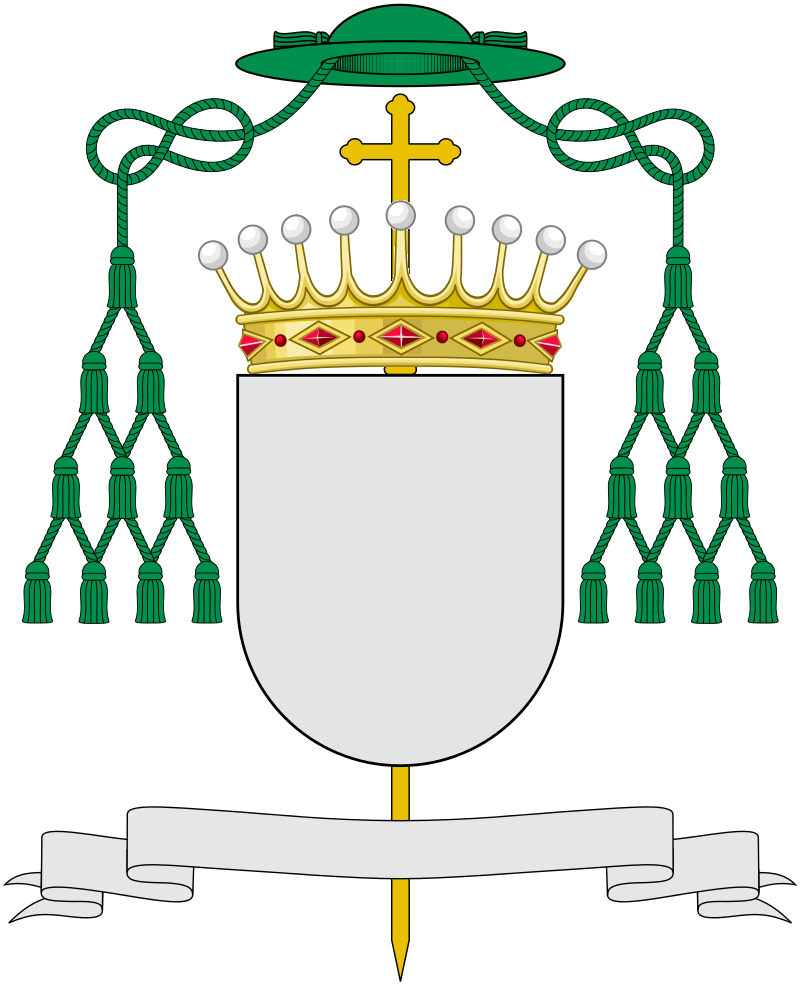
Brasão dos Bispos-Condes de Coimbra, a partir de 1472.

3. D. Maurício Burdino (1099-1108), depois arcebispo de Braga (1109-1117), antipapa de 1118-1121, † depois de Agosto de 1137
4. D. Gonçalo Pais (1109-†1128)
5. D. Bernardo (1128-†1147), 1.° Senhor de Coja de juro e herdade
6. D. João (I) Anaia (1148-1154/1155), 2.° Senhor de Coja, deposto, †1161
7. D. Miguel (I) Salomão (1158-1176), 3.° Senhor de Coja, resignou, † 1180
8. D. Bermudo (1178-†1182), 4.° Senhor de Coja
9. D. Martinho (I) Gonçalves (1183-†1190), 5.° Senhor de Coja
10. D. Pedro (I) Soares (1192-1232), 6.° Senhor de Coja, destituído, †1233
11. D. Tibúrcio (1234-†1248), 7.° Senhor de Coja
12. D. Domingos (†1247), 8.° Senhor de Coja
13. D. Egas Fafes (1247/1248-1267), 9.° Senhor de Coja, depois arcebispo de Santiago de Compostela (1267 - †1268)
14. D. Mateus Martins (1268-1279), 10.° Senhor de Coja, antes bispo de Viseu, depois regressa a bispo de Viseu
15. D. Aimerico d'Ébrard (1279-†1295), 11.° Senhor de Coja
16. D. Pedro (II) Martins (1296-†1301), 12.° Senhor de Coja
17. D. Fernando (I) (1302-†1303), 13.° Senhor de Coja
18. D. Estêvão Eanes Brochardo (1304-†1318), 14.° Senhor de Coja
19. D. Raimundo (I) Ébrard (1319-†1324), 15.° Senhor de Coja[3]
20. D. Raimundo (II) Ébrard (1325-†1333), 16.° Senhor de Coja[4]
21. D. João (II) des Prez (1333-1338), 17.° Senhor de Coja
22. D. Jorge (I) Eanes (1338-†1356), 18.° Senhor de Coja
23. D. Lourenço Rodrigues (1356-1358), 19.° Senhor de Coja, antes bispo da Guarda, depois bispo de Lisboa
24. D. Pedro (III) Gomes Barroso, o Jovem (1358-1364), 20.° Senhor de Coja, depois bispo de Lisboa
25. D. Vasco Rodrigues (1364-1371), 21.° Senhor de Coja, depois bispo de Lisboa (1371), eleito arcebispo de Braga Primaz das Espanhas
26. D. Pedro (IV) Tenorio (1371-1378), 22.° Senhor de Coja, depois arcebispo de Toledo primaz das Espanhas
27. D. João (III) Cabeça de Vaca (1378-1384), 23.° Senhor de Coja
28. D. Martinho (II) Afonso Pires de Miranda ou D. Martinho (II) Afonso de Miranda ou D. Martinho (II) Afonso da Charneca ou D. Martinho (II) Afonso de Lisboa (1386-1398), 24.° Senhor de Coja, depois arcebispo de Braga
29. D. João (IV) Afonso Esteves de Azambuja (1398-1402), 25.° Senhor de Coja, antes bispo do Algarve e bispo do Porto, depois arcebispo de Lisboa e cardeal-presbítero de São Pedro Acorrentado
30. D. João (V) Garcia Manrique (1403-1407), 26.° Senhor de Coja
31. D. Gil Alma (1408-1415), 27.° Senhor de Coja
32. D. Fernando (II) Coutinho[desambiguação necessária] (1419-1429), 28.° Senhor de Coja
33. D. Álvaro (I) Ferreira (1431/1432-1444), 29.° Senhor de Coja
34. D. Luís Coutinho (1444-1452), 30.° Senhor de Coja, antes bispo de Viseu e depois arcebispo de Lisboa
35. D. Afonso (I) Nogueira (1453-1459), 31.° Senhor de Coja, depois arcebispo de Lisboa
36. D. João (VI) Galvão (1460-1481), antes 20.º Dom Prior-Mor do Mosteiro de Santa Cruz de Coimbra, 1.º Conde de Arganil de juro e herdade, 32.° Senhor de Coja
37. D. Jorge (II) de Almeida[desambiguação necessária] (1481-1543), 2.º Conde de Arganil, 33.° Senhor de Coja
38. D. Frei João (VII) Soares[desambiguação necessária] (1545-1572), 3.º Conde de Arganil, 34.° Senhor de Coja
39. D. Frei Manuel (I) de Meneses (1573-1578), 4.° Conde de Arganil, 35.° Senhor de Coja, antes bispo de Lamego
40. D. Frei Gaspar do Casal (1579-1584), 5.° Conde de Arganil, 36.° Senhor de Coja, antes bispo do Funchal e bispo de Leiria
41. D. Afonso (II) de Castelo Branco (1585-1615), 6.° Conde de Arganil, 37.° Senhor de Coja, antes bispo do Algarve, duas vezes vice-rei de Portugal
42. D. Afonso (III) Furtado de Mendonça (1616-1618), 7.° Conde de Arganil, 38.° Senhor de Coja, antes bispo da Guarda, depois arcebispo de Braga e arcebispo de Lisboa, vice-rei de Portugal
43. D. Martim Afonso Mexia (1619-1623), 8.º Conde de Arganil, 39.° Senhor de Coja
44. D. João (VIII) Manuel de Ataíde (1625-1632), 9.° Conde de Arganil, 40.° Senhor de Coja, antes bispo de Viseu, depois arcebispo de Lisboa, vice-rei de Portugal
45. D. Jorge (III) de Melo (1636), 10.º Conde de Arganil, 41.° Senhor de Coja
46. D. João (IX) Mendes de Távora (1638-1646), 11.º Conde de Arganil, 42.° Senhor de Coja
47. D. Manuel (II) de Noronha (1670-1671), 12.º Conde de Arganil, 43.° Senhor de Coja
48. D. Frei Álvaro (II) de São Boaventura (1672-1683), 13.º Conde de Arganil, 44.° Senhor de Coja
49. D. João (X) de Melo[desambiguação necessária] (1684-1704), 14.º Conde de Arganil, 45.° Senhor de Coja
50. D. António (I) de Vasconcelos e Sousa (1706 - 1716), 15.º Conde de Arganil, 46.° Senhor de Coja
  - Sede vacante
51. D. Frei Miguel (II) da Anunciação (1740-1779), 16.º Conde de Arganil, 47.° Senhor de Coja
52. D. Francisco (I) de Lemos de Faria Pereira Coutinho (1779-1822), 17.º Conde de Arganil, 48.° e último Senhor de Coja
53. D. Frei Francisco (II) de São Luís Saraiva (1822-1824), 18.° Conde de Arganil, antes bispo de Portalegre e Castelo Branco, depois 8.º cardeal-patriarca de Lisboa
54. D. Frei Joaquim de Nossa Senhora da Nazaré (1824-1851), 19.° e último feudal Conde de Arganil, antes bispo de Moçambique e bispo do Maranhão
55. D. Manuel (III) Bento Rodrigues da Silva (1851-1858), 20.º Conde de Arganil, depois 10.º cardeal-patriarca de Lisboa
56. D. José Manuel de Lemos (1858-1870), 21.º Conde de Arganil
57. D. Manuel (IV) Correia de Bastos Pina (1872-1913), 22.º e último efectivo Conde de Arganil
58. D. Manuel (V) Luís Coelho da Silva (1915-1936), 23.º Conde titular de Arganil
59. D. António (II) Antunes (1936-1948), 24.º Conde titular de Arganil
60. D. Ernesto Sena de Oliveira (1948-1967) (falecido a 15 de Outubro de 1972), 25.° Conde titular de Arganil, antes arcebispo titular de Mitilene e bispo de Lamego
61. D. Frei Francisco (III) Fernandes Rendeiro, OP (1967-1971), 26.º Conde titular de Arganil, antes bispo do Algarve
62. D. João (XI) António da Silva Saraiva (1971-1976), 27.° Conde titular de Arganil, antes bispo do Funchal
63. D. João (XII) Alves (1976-2001) (falecido a 28 de Junho de 2013), 28.º Conde titular de Arganil
64. D. Albino Mamede Cleto (2001-2011) (falecido a 15 de Junho de 2012), 29.° Conde titular de Arganil, antes bispo titular de Elvira
65. D. Virgílio do Nascimento Antunes (2011-presente), 30.º Conde titular de Arganil

## Heráldica

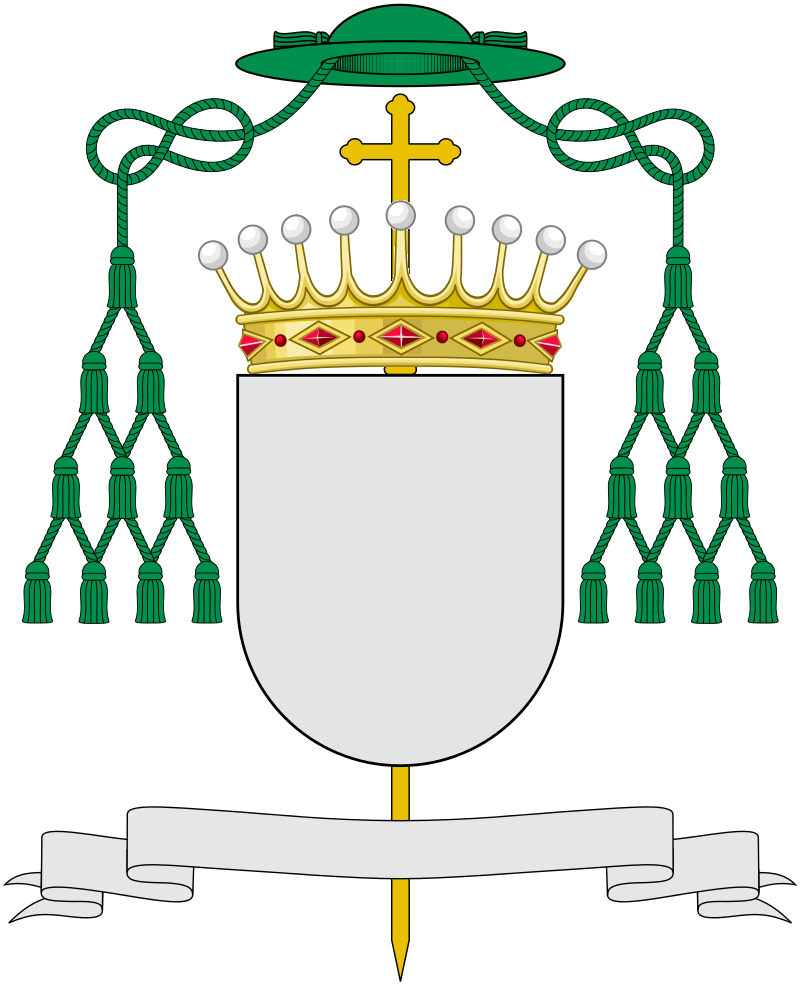
Brasão dos Bispos-Condes de Coimbra.

Os Bispos de Coimbra desde 1472 têm a dignidade de Bispo-Conde, no seguimento da outorga pelo Rei D. Afonso V do título de Conde de Arganil de juro e herdade ao Bispo D. João Galvão, 36.º Bispo de Coimbra, a si e aos seus sucessores na Sé Conimbricense, em homenagem à sua participação na conquista de Arzila e Tânger.
Já anteriormente alguns Bispos de Coimbra usavam o título de Conde de Santa Comba, mas este era um título em vida concedido por mercê particular dos monarcas. D. João Galvão era já Conde de Santa Comba quando foi criado Conde de Arganil, mas deste feita como Conde de juro e herdade, um título perpétuo especialmente criado para todos os Bispos de Coimbra. Após 1128 usaram também os Bispos de Coimbra da distinção de Senhor de Coja de juro e herdade, por outorga de D. Afonso Henriques, enquanto ainda Conde Portucalense, datada de 3 de Setembro de 1128, em favor de D. Bernardo, 6.º Bispo de Coimbra, a si e aos seus sucessores na Sé Conimbricense.
O brasão dos Bispos-Condes de Coimbra constitui uma excepção na tradicional heráldica eclesiástica portuguesa.
Descrição do brasão: enquanto Bispos-Condes os Bispos de Coimbra têm direito ao uso do galero verde de 20 borlas, próprio dos Arcebispos; da cruz episcopal, própria dos prelados de Dioceses (por diferença da cruz dupla usada pelos prelados de Arquidioceses); e do coronel de Conde em representação do título de Conde de Arganil.

## Escutismo
1. Escutismo nesta diocese: Região de Coimbra